# Club Deportivo Real Santa Cruz
Il Club Deportivo Real Santa Cruz è una società calcistica boliviana di Santa Cruz de la Sierra. Milita nella Primera División, la massima serie del campionato boliviano di calcio.  
Fu fondata il 3 maggio 1960.

## Storia
Il club fu fondato a casa di Esteban Lairana – primo presidente – il 3 maggio 1960, in presenza, tra gli altri, di sette futuri dirigenti della società. Il nome fu deciso da Prudencio Arana Montaño, che nella medesima riunione fu nominato vicepresidente. La squadra si affiliò alla Asociación Cruceña de Fútbol (la federazione di Santa Cruz) nel 1962, prendendo parte al campionato di Segunda de Ascenso; nello stesso anno viene creata la formazione giovanile. Nel 1973 il club debutta in Copa Simón Bolívar, allora massima divisione nazionale; quattro anni più tardi partecipa alla stagione inaugurale del torneo professionistico, la Liga del Fútbol Profesional Boliviano 1977. Rimane in LFPB fino al 1992, arrivando anche a contendere il titolo della seconda fase del campionato 1985 al Bolívar. Dopo aver vinto la seconda divisione nel 1993, torna in LFPB nel campionato 1994. Viene nuovamente retrocesso al termine del 2001; nel 2002 disputa la serie regionale, ottenendo la qualificazione agli spareggi l'anno successivo; battendo il Guabirá torna in prima divisione. Nel 2004 viene declassato ancora una volta.

## Palmarès

### Competizioni nazionali
- Campionato boliviano: 1

Clausura 2004
- Copa Simón Bolívar: 1

1993

### Altri piazzamenti
- Campionato boliviano:

Secondo posto: 1985, Apertura 1996